# مارتا ليندن
مارتا ليندن (بالإنجليزية: Marta Linden)‏ هي ممثلة أمريكية، ولدت في 24 أكتوبر 1903 في نيويورك في الولايات المتحدة، وتوفي بنفس المكان في 13 ديسمبر 1990.

## وصلات خارجية
- مارتا ليندن على موقع IMDb (الإنجليزية)
- مارتا ليندن على موقع قاعدة بيانات برودواي على الإنترنت (الإنجليزية)
- مارتا ليندن على موقع إن إن دي بي (الإنجليزية)
- مارتا ليندن على موقع قاعدة بيانات الفيلم (الإنجليزية)